# Eupithecia meszarosi
Eupithecia meszarosi är en fjärilsart som beskrevs av András Vojnits 1973. Eupithecia meszarosi ingår i släktet Eupithecia och familjen mätare. Inga underarter finns listade i Catalogue of Life.